# Аврам-Янку (Чермей, Арад)
Аврам-Янку (рум. Avram Iancu) — село у повіті Арад в Румунії. Входить до складу комуни Чермей.
Село розташоване на відстані 400 км на північний захід від Бухареста, 62 км на північний схід від Арада, 131 км на захід від Клуж-Напоки, 101 км на північний схід від Тімішоари.

## Населення
За даними перепису населення 2002 року у селі проживала 101 особа, усі — румуни. Усі жителі села рідною мовою назвали румунську.